# Nowogrodziec
Nowogrodziec [nɔvɔˈgrɔʥɛʦ], tyska: Naumburg am Queis, är en stad i sydvästra Polen, belägen i distriktet Powiat bolesławiecki i Nedre Schlesiens vojvodskap, vid floden Kwisa omkring 120 kilometer väster om Wrocław. Tätorten hade 4 236 invånare i juni 2014 och utgör centralort i en stads- och landskommun med totalt 15 227 invånare samma år.

## Historia
Staden Naumburg grundades 1233 av hertigen Henrik I av Schlesien vid det vadställe där Via Regia korsade Kwisa, och erhöll stadsrättigheter enligt Magdeburgrätten. På 1200-talet grundade Magdalenasystrarna ett kloster i staden. Staden lydde som del av Schlesien under kungariket Böhmen från 1300-talet, från början av 1500-talet som del av Habsburgmonarkin, fram till 1742, då Schlesien blev preussiskt genom Österrikiska tronföljdskriget. Fram till 1815 var staden gränsstad mot sachsiska Oberlausitz, innan östra Oberlausitz tillföll Preussen vid Wienkongressen 1815. 
Staden var känd för sin keramiktillverkning och hade den största keramikindustrin i Schlesien fram till 1800-talet. Även textilindustrin var av stor betydelse. 

## Sevärdheter

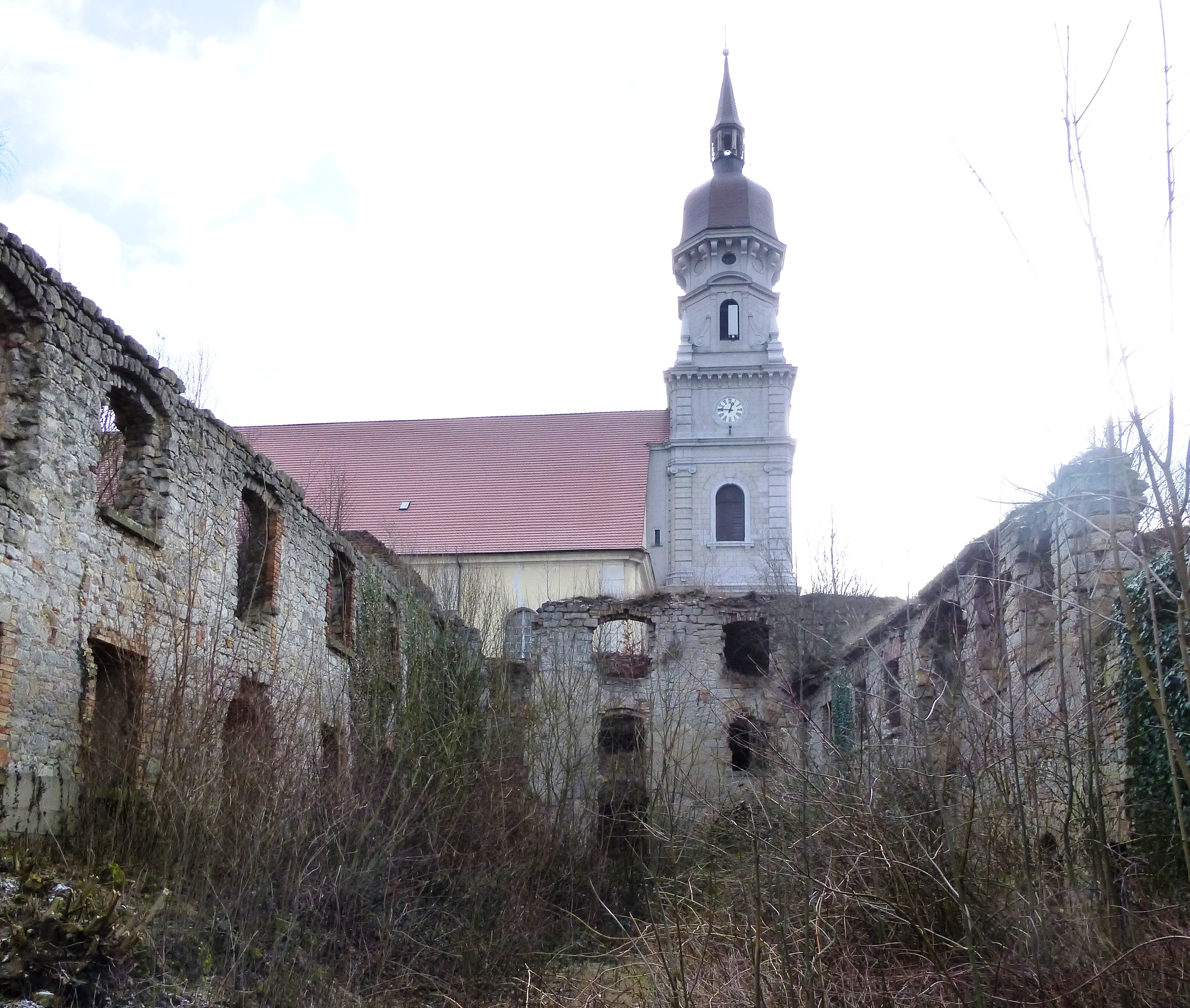
Kyrkan och klosterruinen.

- S:t Petrus och Paulus-kyrkan i barockstil
- Klosterruinen
- I Ołdrzychów (Ullersdorf am Queis) finns den östligaste kursachsiska postmilstenen, rest 1725 som nummer 112 efter Via Regia från Leipzig. Milstenen står i närheten av den historiska gränsen mellan Kurfurstendömet Sachsen och Schlesien vid bron över Kwisa.
- Rådhuset från 1795
- Rester av stadsbefästningarna
- Historiska borgarhus i stadskärnan

## Kommunikationer
Järnvägen genom staden är huvudsakligen nedlagd för passagerartrafik och används idag för turisttrafik på helgerna, i riktning mot Jelenia Góra och Zebrzydowa. Genom staden passerar den regionala vägen 357.

## Kända invånare
- Joseph Schnabel (1767–1831), kyrkomusiker och kompositör.
- Gertrud Bäumer (1873–1954), tysk kvinnosakskämpe och politiker, bosatt från 1933 till 1944/45 i Giessmannsdorf (nuv. Gościszów).
- Oskar von Boenigk (1893–1946), tysk stridspilot och flygvapenofficer.